# Jean-Marie Le Scraigne
Jean-Marie Le Scraigne (en breton, orthographe variable : Chañ-Maï ar Skrañgn, Jañ-Mari Skragn, …) est un conteur et écrivain breton, né le 2 juin 1920 à Huelgoat et décédé dans la nuit du 10 au 11 décembre 2016.

## Biographie
Né dans une famille d'agriculteurs, il a été retiré de l'école à l'âge de 13 ans, comme c'était très souvent le cas, pour aider à la ferme, malgré ses excellents résultats scolaires. Il a ensuite exercé le métier de ses ancêtres, fermier jusqu'à l'âge de 40 ans ; après quoi il a travaillé comme tailleur de pierres jusqu'à la préretraite à 60 ans.
C'est en 1986 que les choses pour lui vont changer. Il s'inscrit à un concours de contes en breton et obtient le premier prix. Il faut dire qu'il a vécu son enfance à une époque où le conte était encore très vivant dans le peuple, et que, particulièrement fasciné sans doute, il avait bien mémorisé les histoires et les techniques anciennes. Peu à peu, il va se mettre à conter en diverses occasions, en breton, mais aussi en français, pour se faire comprendre.
C'est en français qu'il commencera lui-même à mettre ses contes par écrit. Son manuscrit ne trouve pas d'éditeur, mais les responsables de Brud Nevez lui suggèrent de noter ses histoires en breton. L'entreprise était hasardeuse : il n'avait jamais écrit en breton de sa vie. Il y réussit pourtant très bien. Non seulement son ton de conteur passe par écrit, mais il y parvient en échafaudant des phrases syntaxiquement sophistiquées - alors que son style oral est des plus hachés.

## Œuvres

### Livres
- Rimodellou 'kostez an Huelgoad, Ar Skol Vrezoneg, 1999,  (ISBN 2906373788)
- (une version française de ce dernier titre (?))
- Amzer ar vrezel 'kostez an Huelgoad, Brud Nevez, 2000,  (ISBN 2867751942)
- Drôle de guerre, Brud Nevez, 2001,  (ISBN 2908463407)
- Ma buhez e Kêr ar Vinaoued, Emgleo Breiz, 2002,  (ISBN 291121028X)
- Ma vie au Huelgoat, Emgleo Breiz, 2002,  (ISBN 2908463431)
- Un Huelgoatain vous raconte, 2004
- Breman zo breman, neuze oa neuze, Emgleo Breiz, 2005,  (ISBN 2911210492)

### Enregistrements sonores
- La Toussaint, antourtan.org
- À propos de la Seconde Guerre Mondiale, antourtan.org
- (br) [vidéo] « Ar sakrist hag ar marc'hadour louzou », sur YouTube